# Aedes lucianus
Aedes lucianus är en tvåvingeart som beskrevs av Muspratt 1959. Aedes lucianus ingår i släktet Aedes och familjen stickmyggor. Inga underarter finns listade i Catalogue of Life.